# Mierenjagers
Mierenjagers (Zodariidae) zijn een familie van spinnen. De familie telt 77 beschreven geslachten en 905 soorten.

## Geslachten
- Akyttara Jocqué, 1987
- Amphiledorus Jocqué & Bosmans, 2001
- Antillorena Jocqué, 1991
- Asceua Thorell, 1887
- Aschema Jocqué, 1991
- Asteron Jocqué, 1991
- Australutica Jocqué, 1995
- Basasteron Baehr, 2003
- Caesetius Simon, 1893
- Capheris Simon, 1893
- Cavasteron Baehr & Jocqué, 2000
- Chariobas Simon, 1893
- Chilumena Jocqué, 1995
- Cicynethus Simon, 1910
- Colimarena Jocqué & Baert, 2021
- Cryptothele L. Koch, 1872
- Cybaeodamus Mello-Leitão, 1938
- Cydrela Thorell, 1873
- Cyrioctea Simon, 1889
- Diores Simon, 1893
- Dusmadiores Jocqué, 1987
- Epicratinus Jocqué & Baert, 2005
- Euasteron Baehr, 2003
- Euryeidon Dankittipakul & Jocqué, 2004
- Forsterella Jocqué, 1991
- Habronestes L. Koch, 1872
- Heradida Simon, 1893
- Heradion Dankittipakul & Jocqué, 2004
- Hermippus Simon, 1893
- Hetaerica Rainbow, 1916
- Holasteron Baehr, 2004
- Indozodion Ovtchinnikov, 2006
- Ishania Chamberlin, 1925
- Lachesana Strand, 1932
- Leprolochus Simon, 1893
- Leptasteron Baehr & Jocqué, 2001
- Lutica Marx, 1891
- Malayozodarion Ono & Hashim, 2008
- Mallinella Strand, 1906
- Mallinus Simon, 1893
- Masasteron Baehr, 2004
- Mastidiores Jocqué, 1987
- Microdiores Jocqué, 1987
- Minasteron Baehr & Jocqué, 2000
- Neostorena Rainbow, 1914
- Nostera Jocqué, 1991
- Notasteron Baehr, 2005
- Omucukia Koçak & Kemal, 2008:
- Palaestina O. P.-Cambridge, 1872
- Palfuria Simon, 1910
- Parazodarion Ovtchinnikov, Ahmad & Gurko, 2009
- Pax Levy, 1990
- Pentasteron Baehr & Jocqué, 2001
- Phenasteron Baehr & Jocqué, 2001
- Platnickia Jocqué, 1991
- Procydrela Jocqué, 1999
- Psammoduon Jocqué, 1991
- Psammorygma Jocqué, 1991
- Pseudasteron Jocqué & Baehr, 2001
- Ranops Jocqué, 1991
- Rotundrela Jocqué, 1999
- Selamia Simon, 1873
- Spinasteron Baehr, 2003
- Storena Walckenaer, 1805
- Storenomorpha Simon, 1884
- Storosa Jocqué, 1991
- Subasteron Baehr & Jocqué, 2001
- Suffasia Jocqué, 1991
- Systenoplacis Simon, 1907
- Tenedos O. P.-Cambridge, 1897
- Thaumastochilus Simon, 1897
- Tropasteron Baehr, 2003
- Tropizodium Jocqué & Churchill, 2005
- Trygetus Simon, 1882
- Zillimata Jocqué, 1995
- Zodariellum Andreeva & Tyschchenko, 1968
- Zodarion Walckenaer, 1826